# Innesto SR

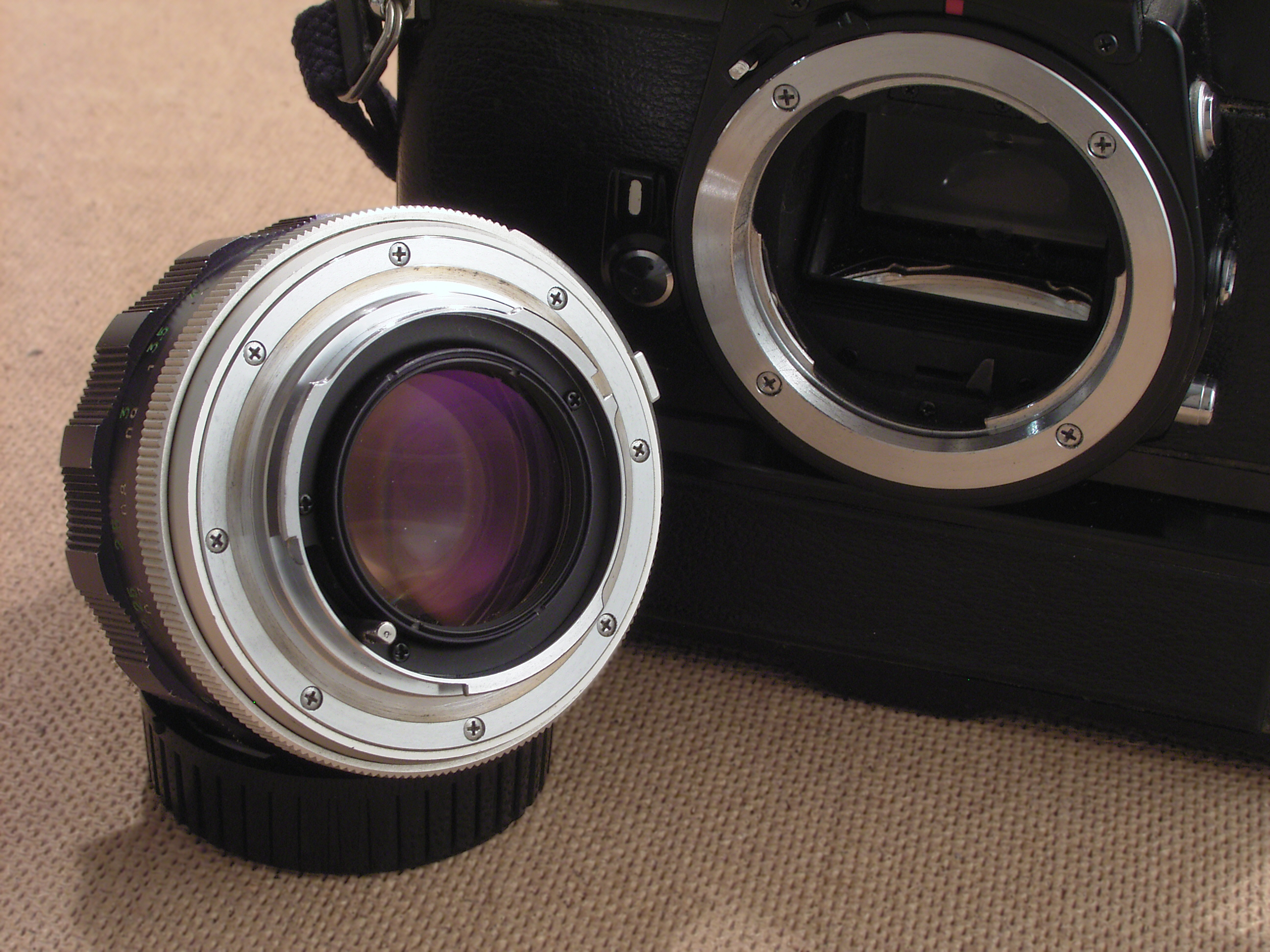
Innesto SR: a sinistra la lente, a destra il corpo macchina.

L'innesto o attacco SR era un tipo di innesto per obiettivi introdotto dalla Minolta. Il tipo di innesto è a baionetta ed era utilizzato da tutte le fotocamere SLR formato 35mm con obiettivi intercambiabili a fuoco manuale. 
Nel tempo la casa produttrice trasformò diverse volte l'attacco, con il risultato che ci si riferisce spesso ad esso con i nomi delle generazioni di lenti corrispondenti (ad esempio "MC", "MD" o "X-600").
Tutte le lenti di questo attacco erano intercambiabili tra vecchi e nuovi corpi-macchina SRL Minolta 35mm. Ci sono però alcune eccezioni, come gli obiettivi prodotti prima del 1961 che presentano una leva di apertura leggermente diversa. Il diaframma automatico potrebbe non funzionare correttamente sulle fotocamere successive a quell'anno, e le più tarde MC/MD sulle fotocamere precedenti a quella data potrebbero colpire una vite presente nel coperchio anteriore.

## 1958-1966: Le SR
Semplice baionetta SR con diaframma automatico. Le lenti sono marcate Rokkor (preimpostato) o Auto Rokkor (diaframma automatico)
Le macchine SR iniziarono ad implementare il design della baionetta SR a partire dalla Minolta SR-2. Queste erano macchine fotografiche meccaniche senza la misurazione TTL o l'esposizione automatica. La Minolta SR-7 del 1962 fu la prima 35mm SRL con un misuratore a solfuro di cadmio (CdS) interno, fornendo le stesse capacità di misurazione del clip-on esterno disponibile per la Minolta SR-3 del 1960 e dei modelli successivi alla Minolta SR-1.

## 1966: Le MC
Ha in più l'accoppiamento dell'esposimetro (spesso chiamato attacco MC) che consente la misurazione TTL a piena apertura. Le lenti sono etichettate MC Rokkor
La Minolta SR-T 101 lanciata nel 1966 aveva un innesto dell'obiettivo per la misurazione della luce attraverso la lente TTL. Un innesto d'aggancio che sporgeva dall'anello di apertura azionava l'ago nel mirino, consentendo di impostare l'apertura dell'obiettivo in base alla lettura del misuratore. La camera ha due cellette di solfuro di cadmio attaccate alla parte superiore del prisma, che leggono la luminosità al centro dello schermo di messa a fuoco. I modelli successivi X-1 e XE, che utilizzano anche gli obiettivi MC, avevano invece una modalità di esposizione automatica a priorità del diaframma.

## 1977-2001: Le MD
Aggiunta levetta MD, che consente la lettura della più piccola apertura disponibile, spesso indicata come montatura MD. Le lenti sono etichettate MD Rokkor o MD.
Nel 1977 la serie XD ha introdotto un'ulteriore linguetta sull'obiettivo che permetteva l'utilizzo del diaframma più piccolo disponibile (f / 16, f / 22 o f / 32) alla fotocamera per ottenere un'esposizione automatica con priorità dell'otturatore in modalità S sul Minolta XD-7 (XD -11 negli Stati Uniti), e più avanti nella modalità P (esposizione automatica programmata) sull'X-700. L'uso corretto di questa funzione ha significato che gli obiettivi dovevano essere impostati sulla loro apertura più piccola. Nel 1981, gli obiettivi MD includevano un blocco del diaframma minimo che impediva che l'anello del diaframma venisse spostato accidentalmente.

## 1983-1998: Le MD X-600
L'estensione di montaggio X-600 riporta l'apertura massima dell'obiettivo sul corpo della fotocamera. In macchine ancora successive permise l'attivazione di diversi sensori di conferma della messa a fuoco automatica nel corpo della fotocamera.
Sulla fotocamera Minolta X-600 del 1983, destinata al mercato giapponese, è presente anche una funzione di assistenza e conferma della messa a fuoco. I sensori Minolta X-600 necessitano dell'apertura massima dell'obiettivo in modo che il corpo della fotocamera possa utilizzare i sensori appropriati per giudicare l'accuratezza della messa a fuoco. C'è una linguetta all'interno dell'obiettivo che identifica f/2.8 (o la massima apertura dell'obiettivo), oppure f/3.5 (o l'apertura più piccola). La linguetta dell'obiettivo aziona un interruttore all'interno del corpo dell'X-600. Non esiste alcuna funzione di esposizione automatica MD sull'X-600.
L'attacco a baionetta SR fu rimpiazzato nel 1985 dall'attacco Minolta A.